# СРСР у Другій світовій війні
Вперше СРСР узяв участь у бойових діях Другої світової війни 17 вересня 1939 під час Польського походу, а безпосередньо вступив у війну 22 червня 1941 після вторгнення на його територію нацистської Німеччини та її сателітів і з початком Німецько-радянської війни (у радянській історіографії — Великої Вітчизняної війни).
Радянська і світова історіографія мають різні точки зору на включення ряду кампаній у хід Другої світової війни (зокрема, Зимової війни), однак, на думку багатьох експертів, саме СРСР вніс найзначніший вклад у перемогу антигітлерівської коаліції у Другій світовій. За оцінкою Г. Ф. Кривошеєва, загальні демографічні втрати (які включають загибле мирне населення на окупованій території і підвищену смертність на решті території СРСР від негараздів війни) — 26,6 млн осіб.

## Передісторія Німецько-радянської війни
В результаті глобальної економічної кризи до влади в Німеччині в 1933 прийшла NSDAP, що розгорнула інтенсивну підготовку до реваншу за поразку в Першій світовій війні.
В СРСР інтенсивна підготовка до великої війни розгорнулася практично з початку 30-х років. Завдяки форсованій індустріалізації в 30-ті роки в СРСР була створена потужна важка промисловість, яка створювалася з урахуванням можливості швидкого переведення на виробництво озброєнь. Проте з виробництва сталі, чавуну, вугілля, електроенергії, більшості видів хімічної продукції Радянський Союз поступався Німеччині. Розрив став ще серйознішим після того, як у руки Третього Рейху потрапила промисловість практично всієї Західної і Центральної Європи.

## Бої на Халхин-Голі
З весни по осінь 1939 біля річки Халхин-Гол відбувався збройний конфлікт (неоголошена війна), що тривав на території Монголії недалеко від кордону з Маньчжоу-го, між СРСР і Японією. Заключний бій стався в останніх числах серпня і завершився повним розгромом 6-ї окремої армії Японії. Перемир'я між СРСР і Японією було укладено 15 вересня.

## Пакт Молотова— Ріббентропа
23 серпня 1939 глава уряду СРСР В. Молотов і міністр закордонних справ Німеччини І. Ріббентроп уклали в Москві договір про ненапад. До договору додавався секретний протокол, що розмежовував сфери впливів у Європі.

## Вторгнення СРСР до Польщі
Агресія СРСР проти Польщі (17 вересня 1939 — 6 жовтня 1939) — віроломний, без оголошення війни, збройний напад і окупація Червоною Армією (РСЧА) територій II Речі Посполитої, здійснений СРСР як союзником нацистської Німеччини після початку Другої світової за попередньою злочинною змовою між СРСР і Третім Рейхом в порушення низки міжнародних угод, якими було захищено Польщу. Зокрема Пакту Бріана — Келлоґа і «Протоколу Літвінова», Договору про ненапад між СРСР і Польщею і Конвенції про визначення агресії. Напад і подальша анексія спричинили тяжкі наслідки: зникнення з політичної карти світу цілої держави, масові арешти, етнічні чистки, Катинський розстріл, депортації народів, значне збільшення загальної чисельності населення, яке підпадало під сталінські репресії.
Офіційна назва в радянській історіографії — Визвольний похід Червоної Армії у Західну Україну й Західну Білорусь 1939 року.

## Радянсько-фінська війна
Далі між Радянським Союзом і Фінляндією в період з 30 листопада 1939 по 13 березня 1940 стався військовий конфлікт який отримав назву Радянсько-фінська війна 1939—1940 року або Зимова війна (фін. Talvisota). На думку ряду зарубіжних істориків — наступальна операція СРСР проти Фінляндії під час Другої світової війни. В радянській та російській історіографії ця війна розглядається як окремий двосторонній локальний конфлікт, який не є частиною Другої світової війни, так само як і неоголошена війна на Халхін-Голі. В результаті, СРСР було оголошено військовим агресором і виключено з Ліги Націй, однак за умовами укладеного 12 березня 1940 мирного договору, що завершив війну, було змінено радянсько-фінський кордон, встановлений Тартуським мирним договором (1920), зокрема Ленінград перестав бути прикордонним містом.

## Німецько-радянська війна
З нападом в 1941 році нацистської Німеччини на Радянський Союз почалася Німецько-радянська війна (у радянській історіографії — Велика Вітчизняна війна). СРСР спочатку зазнавав поразки і значні його території були окуповані, але потім наступ Третього Рейху було зупинено і армія Радянського Союзу змогла перейти в наступ. Підсумком війни стала перемога СРСР і капітуляція Німеччини.

## Радянсько-фінська війна (1941—1944)
У радянській історіографії військові дії між СРСР і Фінляндією в 1941—1944 роки вважаються одним з театрів бойових дій Німецько-радянської війни, аналогічним чином, Німеччина розглядала свої операції в регіоні як складову частину Другої світової війни. У фінській історіографії для назви цих військових дій переважно використовується термін «Війна-продовження» (фін. Jatkosota), що підкреслює її ставлення до Радянсько-фінської війни 1939—1940 років, яка завершилася незадовго до цього.
Розпочаті одночасно з початком Німецько-радянської війни бойові дії мали своїм підсумком перемогу Червоної Армії і підписання Московського перемир'я 19 вересня 1944 року.

## Радянсько-японська війна
Радянсько-японська війна тривала з 9 серпня — 2 вересня 1945. Вона закінчилася перемогою СРСР і капітуляцією Японської імперії. СРСР повернув, обіцяні в тому числі на Ялтинській конференції Південний Сахалін і Курильські острови. Держави Маньчжоу-го і Менцзян припинили своє існування.